# Juan Gotti
Juan Gotti, de son vrai nom Juan Ramos (né à Houston, au Texas), est un rappeur américain. Il rappe en espagnol et en anglais.

## Biographie
Ramos grandit à Houston, au Texas, puis s'installe à San Antonio. Gotti combine la musique régionale norteño et ranchero avec le hip-hop pour créer son propre son. Une partie du style musical de Gotti est enregistrée dans le but de promouvoir la paix entre les gangs rivaux, à la suite de son changement d'attitude après sa sortie de prison.
Son album No Sett Trippin est nommé pour un Latin Grammy Award en 2004. En 2005, son album suivant John Ghetto débute à la 11e place du Latin Rhythm Charts de Billboard, ainsi qu'à la 46e place dans la catégorie Top Latin Albums. Il reçoit également plusieurs nominations aux Texas Latin Rap Awards, dont une victoire pour l'artiste de l'année en 2005.

## Discographie

### Albums studio
- 2002 : No Sett Trippin (Dope House Records)
- 2005 : John Ghetto (WEA Latina)
- 2005 : John Ghetto (Deluxe Edition) (CD et DVD) (WEA Latina)
- 2007 : Raza Ville (WEA Latina)
- 2008 : Texas es Mexico (Atraco Music)
- 2008 : The Chronicles of Juan Ramos (Jake Records)
- 2011 : Ain't No Love (Goldtoes Entertainment)
- 2011 : Fear No Evil (Goldtoes Entertainment)
- 2011 : Dope la familia (avec Carolyn Rodriguez) (Soulyrical Publishing)
- 2011 : Ley de Texas (Virus Enterprises LLC)
- 2012 : Getcho Head Right (Spent Records)
- 2013 : Broken Dreams (Atraco Music)
- 2014 : Makin Moves (avec G Man) (Criminal Mind Records)
- 2014 : Respeto the Album (avec Ice) (Ice House Records)
- 2015 : American Me

### Albums de remix
- 2002 : No Sett Trippin (Slowed and Throwed)
- 2005 : John Ghetto (Chopped and Screwed)

### Mixtapes
- 2003 : Underground Vol.1 El mas locote Mix
- 2004 : Underground Vol.2 Off the Chompa
- 2005 : Underground Vol.3 Mas locote de la chingada
- 2006 : Underground Vol.4 Still loco